# Liar
„Liar“ е песен на британската рок група Куийн, тя е написана от вокалиста Фреди Меркюри през 1970 година с първоначално име „Lover“. След това името и е променено и е включена през 1973 година в дебютния албум на групата Queen. Редактираната версия на песента е издадена като сингъл заедно с „Doing All Right“ в Съединените щати от Електра Рекърдс през февруари 1974.
В по-ранните години на Куийн, тази песен се разглежда като една от най-впечатляващите заради изпълнението и на живо, често с дължина над осем минути. Въпреки това, с течение на времето тя отпада от репертоата им, с изключение на турнето The Works Tour (макар че песента се скъсява до три минути или по-малко). На The Magic Tour, точно преди „Tear it Up“ Брайън Мей започва с китарния риф от „Liar“.
„Liar“ е една от малкото песни, в които Джон Дийкън пее всичките задните вокали при изпълнението и на живо. Това се случва в частта в която групата пее „all day long“. Също така „Liar“ съдържа бас соло, изпълнено от Джон Дийкън.

## Списък с пените
7" single (Royal Sound TKR 157)
1. Liar (Сингъл версия) (Фреди Меркюри) – 3:01
2. Doing All Right (Брайън Мей, Тим Стейфил) – 4:09

7" single (Elektra E-45884)
1. Liar (Фреди Меркюри)
2. Liar

## Състав
- Фреди Меркюри: водещи и беквокали, пиано
- Брайън Мей: китари, беквокали, пиано
- Роджър Тейлър: барабани, перкусия, беквокали,
- Джон Дийкън: бас